# Saint-Firmin, Nièvre
Saint-Firmin är en kommun i departementet Nièvre i regionen Bourgogne-Franche-Comté i de centrala delarna av Frankrike. Kommunen ligger i kantonen Saint-Benin-d'Azy som tillhör arrondissementet Nevers. År 2022 hade Saint-Firmin 152 invånare.

## Befolkningsutveckling
Antalet invånare i kommunen Saint-Firmin
| Referens: INSEE |